# Bule

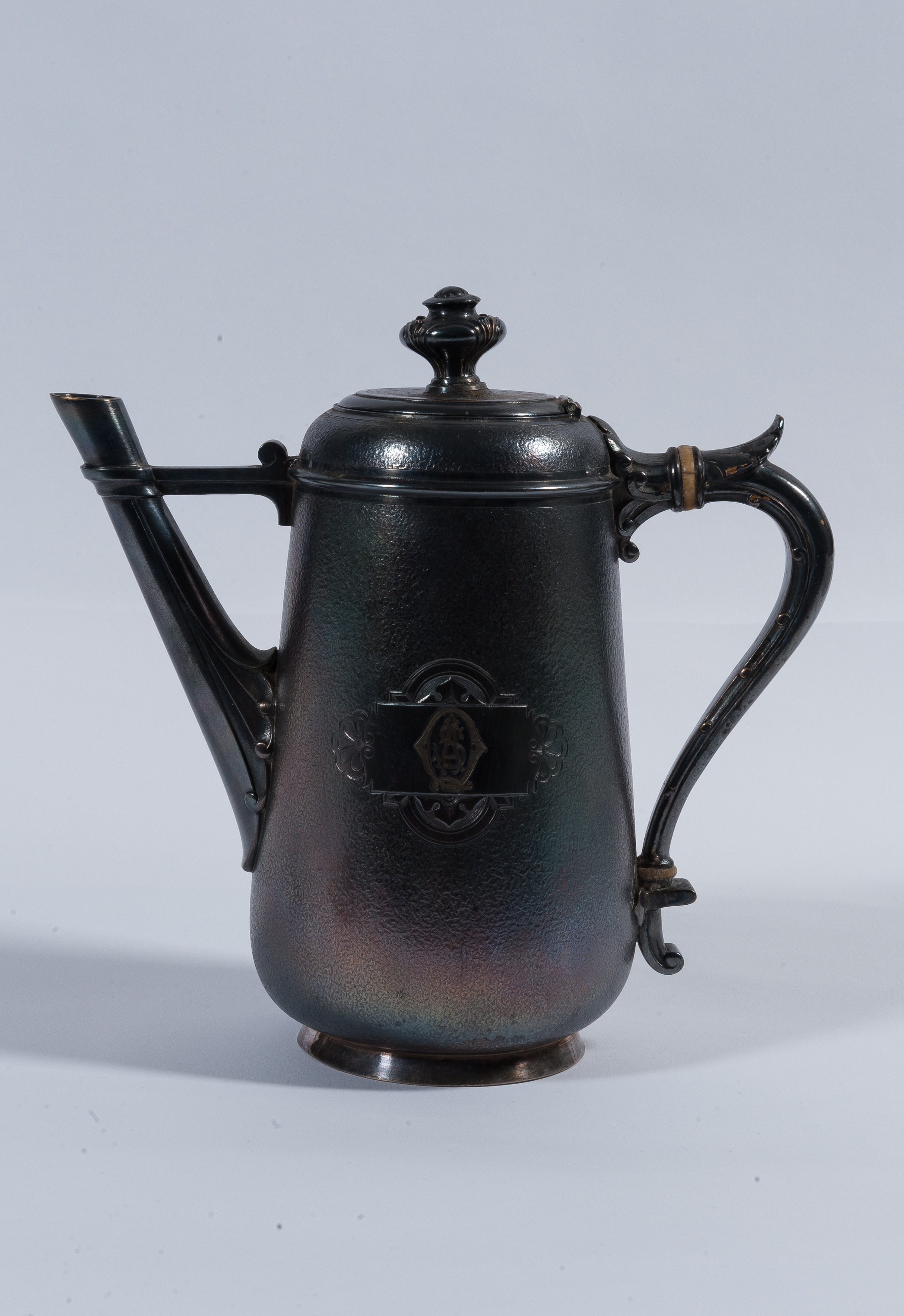
Um bule do começo do século XX, parte do acervo do Museu Paulista.

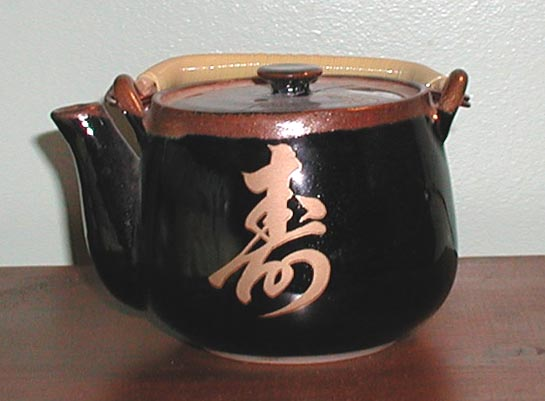
Bule japonês

O bule é o utensílio culinário usado para preparar e servir o chá. Geralmente de forma subesférica, com uma alça dum lado, um bico fino do lado oposto e uma tampa por cima, mas o material de que é feito e a sua ornamentação reflete as diferentes culturas que adotaram esta bebida.

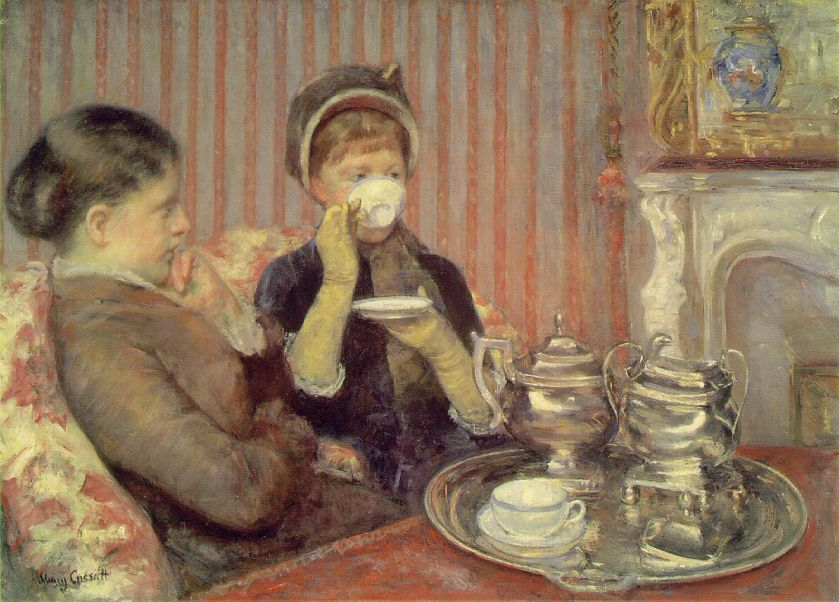
Pintura dum chá por Mary Cassatt

Foram os chineses e, mais tarde, os japoneses que tornaram mais conhecidos os bules no ocidente. Tetsubin é o bule japonês de metal. Originalmente, o bule era feito de cerâmica, muitas vezes ricamente ornamentado e ainda hoje é comum na cultura ocidental oferecer como presente de casamento um serviço de chá composto pelo bule, um conjunto de chávenas e seus pires e, muitas vezes, um açucareiro e uma leiteira.

## História
O bule foi inventado na China durante a dinastia Iuã. Provavelmente derivou de chaleiras de cerâmica e potes de vinho, que eram feitos de bronze e outros metais e foram uma característica da vida chinesa por milhares de anos. A preparação do chá durante as dinastias anteriores não usavam bule. Na dinastia Tangue, um caldeirão era usado para ferver o chá moído, que era servido em tigelas. O chá da Dinastia Songue era feito fervendo água em uma chaleira e, em seguida, despejando a água em uma tigela com folhas de chá moídas. Uma escova era usada para mexer o chá. A evidência escrita de um bule aparece no texto da dinastia Iuã, Jiyuan Conghua, que descreve um bule que o autor, Cai Shizhan, comprou do estudioso Sun Daoming. Na Dinastia Mingue, os bules de chá eram comuns na China. O primeiro exemplo de bule de chá que sobreviveu até hoje parece ser o do Museu de Utensílios de Chá Flagstaff House, foi datado de 1513 e é atribuído a Gongchun.
Os primeiros bules de chá são pequenos para os padrões ocidentais porque geralmente são projetados para um único bebedor, e os chineses historicamente bebiam o chá diretamente do bico. O tamanho reflete a importância de servir porções individuais para que os sabores possam ser mais bem concentrados e controlados, depois repetidos.
A partir do final do século XVII, o chá era enviado da China para a Europa como parte da exportação de especiarias exóticas e produtos de luxo. Os navios que traziam o chá também carregavam bules de porcelana. A maioria desses bules foi pintada em azul e branco sob o vidrado. A porcelana, sendo completamente vitrificada, eram resistentes à água do mar sem danos, então os bules foram embalados abaixo do convés enquanto o chá foi armazenado acima do convés para garantir que permanecesse seco.
Beber chá na Europa era inicialmente exclusivo das classes altas, devido ao custo. Bules de porcelana eram particularmente desejáveis porque a porcelana não podia ser feita na Europa naquela época. Em 1708, Ehrenfried Walther von Tschirnhaus inventou uma maneira de fazer porcelana em Dresden, na Alemanha, e começou a fábrica Meissen em 1710. Quando as cerâmicas europeias começaram a fazer seus próprios utensílios para chá, foram inspiradas nos designs chineses.
Na América colonial, Boston se tornou o epicentro da produção de arte de prata. Entre os muitos artistas em Boston, havia quatro famílias importantes no mercado de prata da cidade: Edwards, Revere, Burt e Hurd. Suas obras de arte incluíam bules de prata.

## Retenção de calor
Para manter os bules quentes depois que o chá era preparado, os primeiros lares ingleses usavam o abafador de chá, uma cobertura de tecido acolchoada, muito parecida com um chapéu, que desliza sobre o bule de chá. Frequentemente decorado com motivos de renda ou cabana de madeira no início de 1900, o chá moderno voltou à moda com o ressurgimento do chá de folhas soltas. 

## Dribling
Um fenômeno que ocorre com alguns bules de chá é o de gotejar onde o fluxo desce do lado de fora do bico, especialmente quando o fluxo começa ou para. Diferentes explicações para este fenômeno foram propostas em vários momentos. Tornar a superfície externa da bica mais hidrofóbica e reduzir o raio de curvatura do interior da ponta para que o fluxo se desprenda de forma limpa pode evitar o gotejamento.

## O bule marroquino

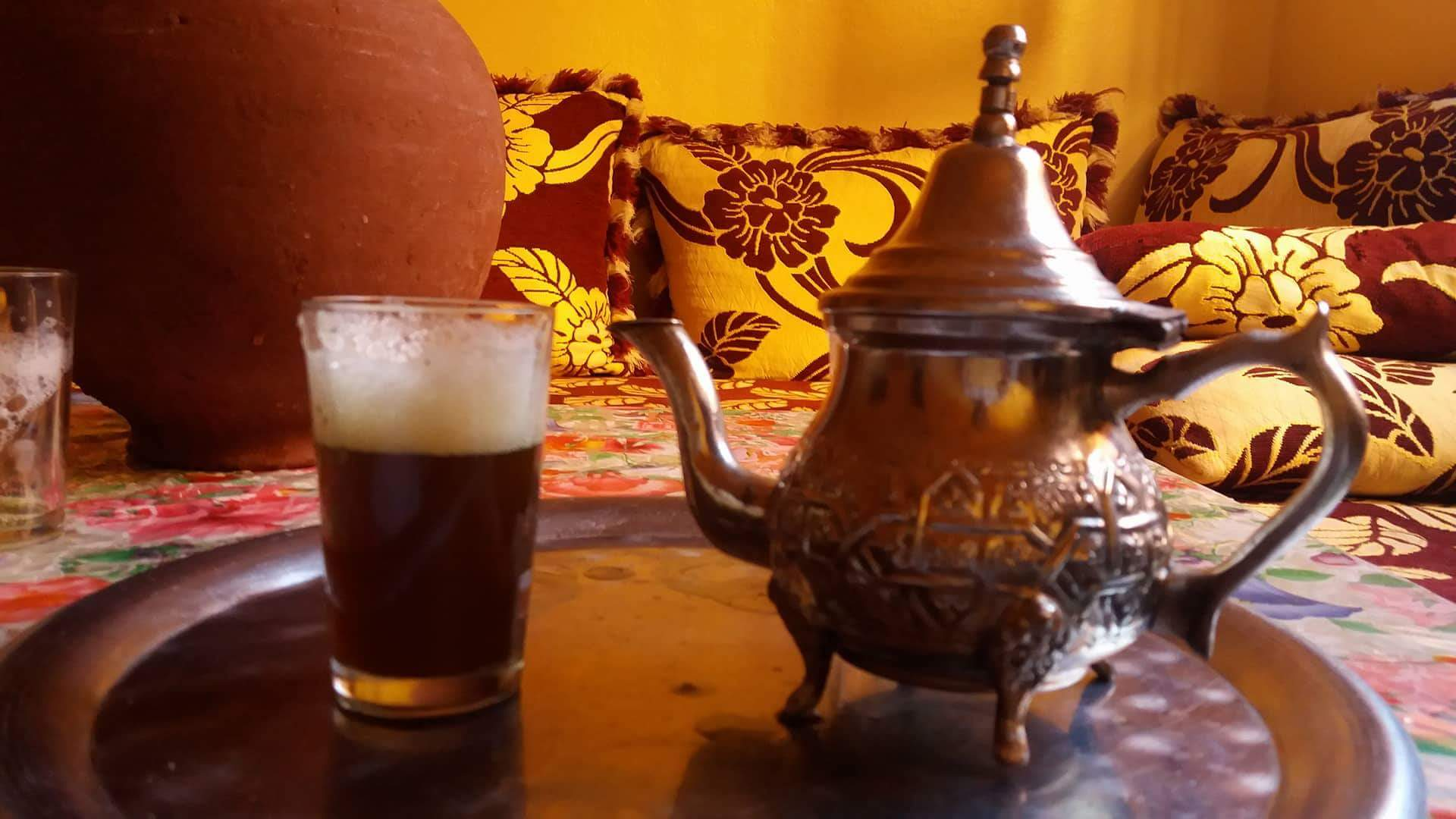
Bule de chá marroquino

No Marrocos, os bules de aço inoxidável são essenciais para fazer o chá de menta marroquino. Os bules marroquinos são resistentes ao calor e podem ser colocados diretamente no fogão. Com copos de chá coloridos, eles fazem parte do ritual do chá marroquino. Seus designs podem ir de minimalistas a fortemente decorados.

## Em arquitetura
- Em 2004, um culto da Malásia chamado Sky Kingdom construiu um bule de 35 pés (10,7 metros) de altura, cor creme, com um bico longo, mais alto do que o próprio pote em sua propriedade como parte de seu próprio simbolismo privado que incluía um vaso azul igualmente grande ao lado do bule. Como parte da repressão à seita em agosto de 2005, escavadeiras e máquinas pesadas foram enviadas para demolir a estrutura.[10]
- O (suposto) maior bule arquitetônico do mundo fica na Virgínia Ocidental. Em 1938, o bule Chester foi construído por William "Babe" Devon. O Bule começou sua vida como um gigantesco barril de madeira para uma campanha publicitária. A Devon comprou o barril na Pensilvânia e o despachou para Chester. Um bico e uma alça foram adicionados neste momento e o barril de madeira foi coberto com estanho para dar forma ao bule. Uma grande bola de vidro foi colocada em cima para fazer o botão da "tampa". O bule estava na frente da loja outlet de cerâmica de Devon. Adolescentes locais foram contratados para administrar uma barraca de concessão e lembranças que foi montada dentro do Bule.[11]